# Sphyrapus meknes
Sphyrapus meknes is een naaldkreeftjessoort uit de familie van de Sphyrapidae. De wetenschappelijke naam van de soort is voor het eerst geldig gepubliceerd in 2011 door Blazewicz-Paszkowycz & Bamber.